# Dzbanki (gmina)
Dzbanki (od 1930 gmina Szczerców) – dawna gmina wiejska istniejąca do 1930 roku w woj. łódzkim. Siedzibą władz gminy były Dzbanki.
Za Królestwa Polskiego gmina Dzbanki należała do powiatu łaskiego w guberni piotrkowskiej. 31 maja 1870 do gminy przyłączono pozbawiony praw miejskich Szczerców.
W okresie międzywojennym gmina Dzbanki należała do powiatu łaskiego w woj. łódzkim. Jednostkę o nazwie gmina Dzbanki zniesiono 9 lipca 1930 roku, w związku z jej przemianowaniem na gminę Szczerców.